# Тенонова капсула
Тенонова капсула (ТК), фасцијална овојница очне јабучице (fascia bulbi) је танка мембрана која обавија очну јабучицу од оптичког нерва до рожњаче и одваја је од масног ткива рожњаче и лимбуса рожњаче.
Унутрашња површина Тенонове капсуле је глатка и одвојена је од спољашње површине склере перисклералним лимфним простором . Овај лимфни простор је у континуитету са субдуралном и субарахноидном шупљином и прошаран је деликатним тракама везивног ткива које се протежу између капсуле и склере.
ТК је позади перфорирана цилијарним крвним судовима и нервима и спаја се са омотачем оптичког нерва и са беоњачом око улаза оптичког нерва . Испред ТК пријања за коњунктиву. Обе структуре су причвршћене за цилијарну област очне јабучице.

## Епоним
Тенонова капсула је добила епоним по Жаку-Ренеу Тенону (1724–1816),  француском хирургу и патологу.

## Анатомија

### Односи
Тенонова капсула је перфорирана тетивама очних мишића и рефлектује се уназад на сваки као цевасти омотач. Омотац обликуус супериор носи се све до фиброзног колотура тог мишића, а онај на косом инфериорном костију допире до дна орбите , на који исклизне. Овојнице на мишићима ректиуса постепено се губе у перимизијуму , али дају значајна проширења. Експанзија од рецтус супериор се спаја са тетивом леватор палпебрае , а проширење рецтус инфериор је причвршћено за доњи тарсус ; то је простор који се налази између склере и капсуле. Експанзије из овојница рецти латералис и медиалиса су снажне, посебно из овог другог мишића, и причвршћене су за зигоматичну кост и сузну кост ; пошто вероватно проверавају рад ова два ректиуса, названи су медијални и бочни лигаменти .
Чарлс Барет Локвуд је описао задебљање доњег дела Тенонове капсуле, које је назвао суспензорни лигамент ока . Окачен је као висећа мрежа испод очне јабучице, проширен у средини, а уски на својим екстремитетима који су причвршћени за зигоматичну и сузну кост .

## Клинички значај

### Упала
Тенонова капсула може бити захваћена болешћу која се зове идиопатска орбитална инфламација, стање непознате етиологије које се карактерише упалом једног или више слојева ока. Болест је такође позната као орбитални инфламаторни псеудотумор, а понекад може утицати само на сузну жлезду или екстраокуларне мишиће . 

### Локална анестезија
Локални анестетик се може убацити у простор између Тенонове капсуле и склере да би се обезбедила анестезија за операцију ока, углавном операцију катаракте. Након наношења капи за локални анестетик за анестезију коњунктиве , мали набор коњунктиве се подиже са очне јабучице и прави се рез. Тупа, закривљена канила се провлачи кроз рез у перисклерални лимфни простор и укапава се запремина раствора локалног анестетика . Предности су смањени ризик од крварења и продирања у глобус, у поређењу са перибулбарним и ретробулбарним приступима.